# Rabobank Development Team

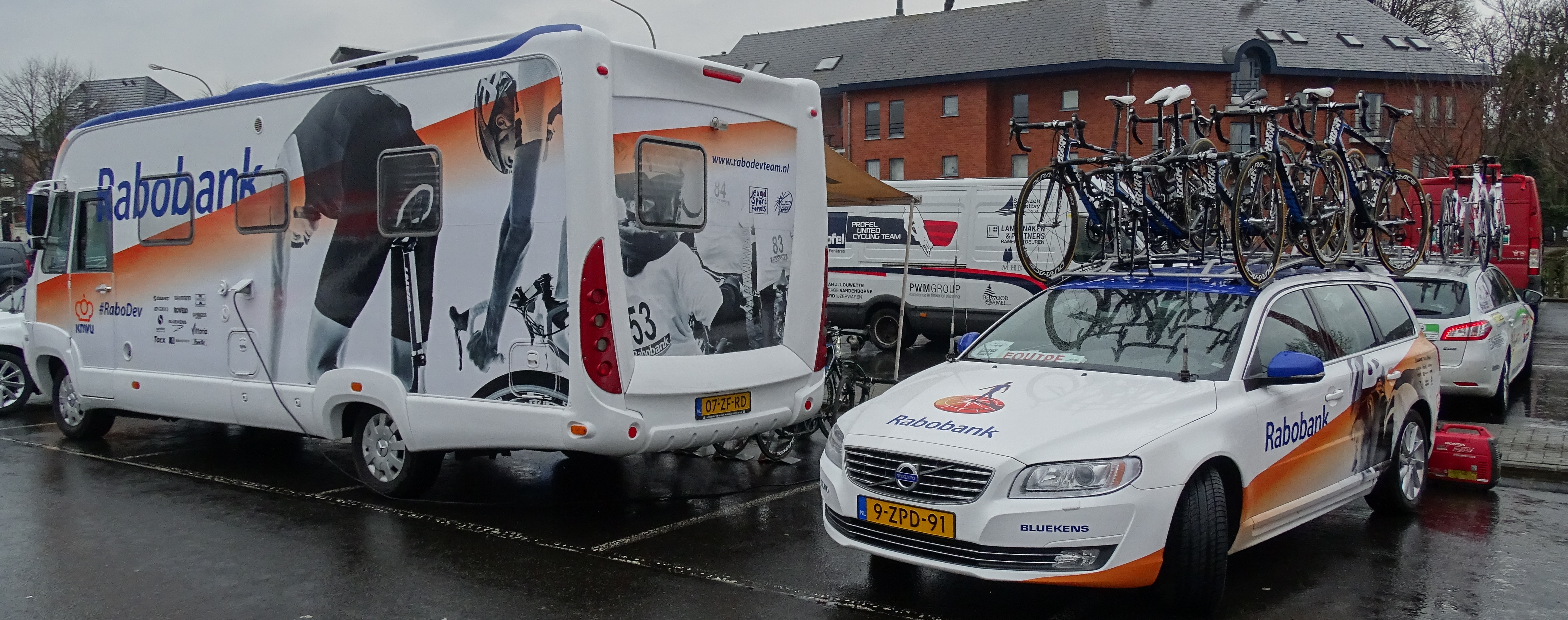
Vehicles de l'equip al 2015

El Rabobank Development Team (codi UCI: RDT) va ser un equip ciclista neerlandès professional en ruta, de categoria Continental.
Creat el 1998 com amateur amb el nom de Rabobank Beloften, va néixer per ser l'equip filial de l'equip Rabobank. A partir del 2002 entra dins de les classificacions UCI amb categoria GSIII.
Desapareix a finals del 2016 degut a la retirada del patrocini de l'entitat bancaria Rabobank.

## Principals resultats
- Kattekoers: Coen Boerman (1998)
- Triptyque des Monts et Châteaux: Marcel Duijn (1998), Mathew Hayman (1999), Thomas Dekker (2004), Marc de Maar (2005), Lars Boom (2006), Tom Leezer (2007), Jetse Bol (2010), Tom Dumoulin (2011)
- Olympia's Tour: Matthé Pronk (1998), Marcel Duijn (1999), Mart Louwers (2002), Joost Posthuma (2003), Thomas Dekker (2004), Stef Clement (2005), Tom Veelers (2006), Thomas Berkhout (2007), Lars Boom (2008), Jetse Bol (2009, 2011), Dylan van Baarle (2012, 2013), Cees Bol (2016)
- Internationale Wielertrofee Jong Maar Moedig: Matthé Pronk (1998), Sven Nys (2007)
- Tour de Flandes sub-23: Bobbie Traksel (2000), Roy Sentjens (2001)
- PWZ Zuidenveld Tour: Bobbie Traksel (2000)
- Volta a Turíngia: Pieter Weening (2002), Joost Posthuma (2003), Thomas Dekker (2004), Kai Reus (2005), Wilco Kelderman (2011), Dylan van Baarle (2013)
- París-Mantes-en-Yvelines: Ryder Hesjedal (2002)
- Istrian Spring Trophy: Pieter Weening (2003)
- Fletxa ardenesa: Jukka Vastaranta (2003), Jeroen Meijers (2016)
- Tour de Normandia: Thomas Dekker (2004), Kai Reus (2005, 2006), Martijn Maaskant (2007)
- Circuit des Mines: Joost Posthuma (2004)
- Gran Premi de Frankfurt sub-23: Marc de Maar (2004)
- París-Roubaix sub-23: Koen de Kort (2004), Dmitri Kozontxuk (2005), Tom Veelers (2006), Coen Vermeltfoort (2008), Ramon Sinkeldam (2011), Mike Teunissen (2014)
- París-Roubaix sub-23: Koen de Kort i Thomas Dekker (2004)
- Triptyque des Barrages: Kai Reus (2004), Lars Boom (2005), Jos van Emden (2006)
- Cinturó a Mallorca: Dmitri Kozontxuk (2005)
- Gran Premi Pino Cerami: Kai Reus (2005)
- Tour de Loir-et-Cher: Marc de Maar (2005)
- Memorial Philippe Van Coningsloo: Hans Dekkers (2005)
- Chrono champenois: Mathieu Heijboer (2005)
- Volta al Districte de Santarém: Lars Boom (2006)
- Setmana Ciclista Lombarda: Robert Gesink (2006)
- Volta a Holanda del Nord: Kai Reus (2006), Theo Bos (2009)
- Lieja-Bastogne-Lieja sub-23: Kai Reus (2006)
- Omloop der Kempen: Ievgueni Popov (2006), Lars Boom (2007), Theo Bos (2009)
- Circuito Montañés: Robert Gesink (2006), Bauke Mollema (2007), Tejay van Garderen (2009)
- Roserittet: Jos van Emden (2006)
- París-Tours sub-23: Huub Duyn (2006), Mike Teunissen (2014), Sam Oomen (2015)
- Tour de Drenthe: Martijn Maaskant (2007), Coen Vermeltfoort (2008)
- Tour de Bretanya: Lars Boom (2007), Bert-Jan Lindeman (2014)
- Tour du Haut-Anjou: Martijn Keizer (2007), Dennis van Winden (2008), Tejay van Garderen (2009)
- OZ Wielerweekend: Tom Veelers (2007)
- Münsterland Giro: Jos van Emden (2007)
- Volta a Lleida: Lars Boom (2008)
- Zellik-Galmaarden: Coen Vermeltfoort (2010)
- Tour d'Alsàcia: Wilco Kelderman (2010)
- Ronda van Midden-Nederland: Wesley Kreder (2010), Ivar Slik (2012)
- Ster van Zwolle: Barry Markus (2011), Dylan van Baarle (2013), Bert-Jan Lindeman (2014)
- Dorpenomloop Rucphen: Barry Markus (2011), Dylan van Baarle (2013)
- Volta a Noruega: Wilco Kelderman (2011)
- Volta a Lleó: Marc Goos (2011)
- Arno Wallaard Memorial: Dylan van Baarle (2012)
- Tour de Gironda: Nick van der Lijke (2012)
- Beverbeek Classic: Nick van der Lijke (2013)
- Kreiz Breizh Elites: Nick van der Lijke (2013), Jeroen Meijers (2016)
- Tour de l'Ain: Bert-Jan Lindeman (2014)
- Baronie Breda Classic: Mike Teunissen (2013, 2014)
- Roine-Alps Isera Tour: Sam Oomen (2015), Lennard Hofstede (2016)

## Composició de l'equip

### 2016
| \| Llista de l'equip 2016 \| Llista de l'equip 2016 \| Llista de l'equip 2016 \| Llista de l'equip 2016 \| \| Ciclista \| Data de naixement \| Equip previ \| \| \| --------------------------------------- \| ---------------------- \| ----------------------------- \| ---------------------- \| \| Sjoerd Bax \| 6 de gener de 1996 \| \| \| \| Cees Bol \| 27 de juliol de 1995 \| \| \| \| Dylan Bouwmans \| 16 de gener de 1997 \| Willebrord Wil Vooruit (2015) \| \| \| Martijn Budding \| 31 de agost de 1995 \| IKO Enertherm-BKCP (2013) \| \| \| Mitchell Cornelisse \| 24 de gener de 1996 \| \| \| \| Hartthijs de Vries \| 11 de juliol de 1996 \| \| \| \| Stan Godrie \| 9 de gener de 1993 \| \| \| \| Davy Gunst \| 30 de gener de 1995 \| SEG Racing (2015) \| \| \| Lennard Hofstede \| 29 de desembre de 1994 \| \| \| \| Nino Honigh (1 de gen–1 de jul) \| 7 de gener de 1995 \| \| \| \| Merijn Korevaar \| 7 de maig de 1994 \| \| \| \| Peter Lenderink \| 11 de febrer de 1996 \| \| \| \| Jan Maas \| 19 de febrer de 1996 \| Willebrord Wil Vooruit (2014) \| \| \| Jeroen Meijers \| 12 de gener de 1993 \| De Jonge Renner (2013) \| \| \| Joris Nieuwenhuis \| 11 de febrer de 1996 \| \| \| \| Jelle Nieuwpoort \| 28 de juny de 1997 \| Monkey Town (2015) \| \| \| Bob Olieslagers \| 17 de març de 1997 \| TWC Pijnenburg (2015) \| \| \| Martijn Tusveld (1 de gen–31 de jul) \| 9 de setembre de 1993 \| \| \| \| Maik van der Heijden \| 3 de abril de 1997 \| WV Uden (2015) \| \| \| Sieben Wouters \| 23 de juny de 1996 \| \| \| \| \| \| \| \| \| Fonts: ProCyclingStats Cycling Archives \| \| \| \| |                        |                               |  |
| Llista de l'equip 2016 |                        |                               |  |
| Ciclista | Data de naixement      | Equip previ                   |  |
| Sjoerd Bax | 6 de gener de 1996     |                               |  |
| Cees Bol | 27 de juliol de 1995   |                               |  |
| Dylan Bouwmans | 16 de gener de 1997    | Willebrord Wil Vooruit (2015) |  |
| Martijn Budding | 31 de agost de 1995    | IKO Enertherm-BKCP (2013)     |  |
| Mitchell Cornelisse | 24 de gener de 1996    |                               |  |
| Hartthijs de Vries | 11 de juliol de 1996   |                               |  |
| Stan Godrie | 9 de gener de 1993     |                               |  |
| Davy Gunst | 30 de gener de 1995    | SEG Racing (2015)             |  |
| Lennard Hofstede | 29 de desembre de 1994 |                               |  |
| Nino Honigh (1 de gen–1 de jul) | 7 de gener de 1995     |                               |  |
| Merijn Korevaar | 7 de maig de 1994      |                               |  |
| Peter Lenderink | 11 de febrer de 1996   |                               |  |
| Jan Maas | 19 de febrer de 1996   | Willebrord Wil Vooruit (2014) |  |
| Jeroen Meijers | 12 de gener de 1993    | De Jonge Renner (2013)        |  |
| Joris Nieuwenhuis | 11 de febrer de 1996   |                               |  |
| Jelle Nieuwpoort | 28 de juny de 1997     | Monkey Town (2015)            |  |
| Bob Olieslagers | 17 de març de 1997     | TWC Pijnenburg (2015)         |  |
| Martijn Tusveld (1 de gen–31 de jul) | 9 de setembre de 1993  |                               |  |
| Maik van der Heijden | 3 de abril de 1997     | WV Uden (2015)                |  |
| Sieben Wouters | 23 de juny de 1996     |                               |  |
| |                        |                               |  |
| Fonts: ProCyclingStats Cycling Archives |                        |                               |  |

## Classificacions UCI

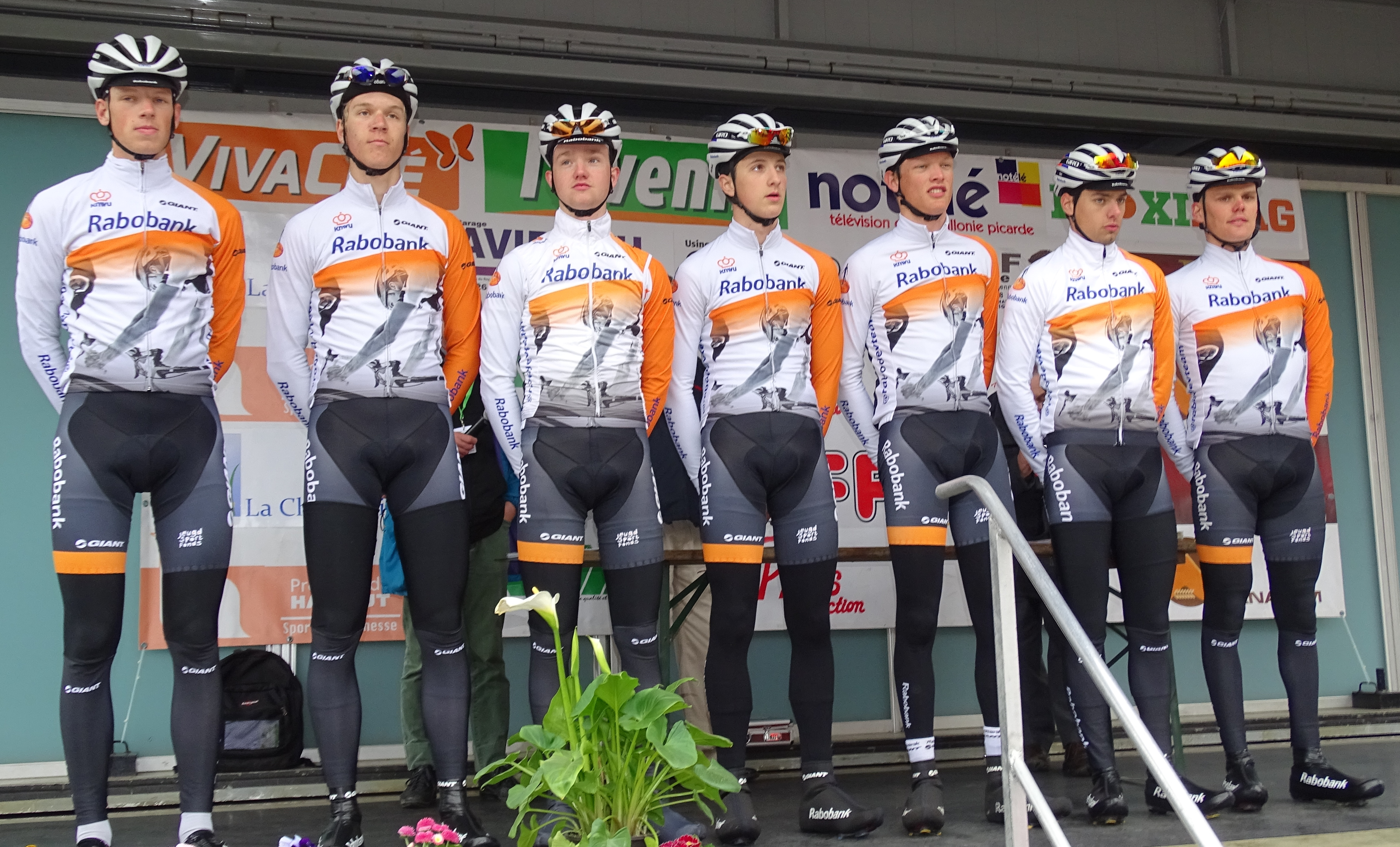
L'equip al 2015

Fins al 1998 els equips ciclistes es trobaven classificats dins l'UCI en una única categoria. El 1999 la classificació UCI per equips es dividí entre GSI, GSII i GSIII. D'acord amb aquesta classificació els Grups Esportius I són la primera categoria dels equips ciclistes professionals. La següent classificació estableix la posició de l'equip en finalitzar la temporada.
| Temporada | Classificació per equips | Millor ciclista en la classificació individual |
| --------- | ------------------------ | ---------------------------------------------- |
| 2002      | 22è (GSIII)              | Mart Louwers (839è)                            |
| 2003      | 6è (GSIII)               | Niels Scheuneman (347è)                        |
| 2004      | 13è (GSIII)              | Koen de Kort (761è)                            |

A partir del 2005, l'equip participa en els Circuits continentals de ciclisme.
UCI Amèrica Tour
| Temporada | Classificació per equips | Millor ciclista en la classificació individual |
| --------- | ------------------------ | ---------------------------------------------- |
| 2008      | 27è                      | Michael Van Staeyen (140è)                     |
| 2010      | 36è                      | Jetse Bol (308è)                               |
| 2012      | 46è                      | Marc Goos (387è)                               |

UCI Àsia Tour
| Temporada | Classificació per equips | Millor ciclista en la classificació individual |
| --------- | ------------------------ | ---------------------------------------------- |
| 2007      | 45è                      | Thomas Rabou (245è)                            |
| 2012      | 14è                      | Jenning Huizenga (25è)                         |
| 2015      | 74è                      | Cees Bol (241è)                                |
| 2016      | 56è                      | Martijn Tusveld (154è)                         |

UCI Europa Tour
| Temporada | Classificació per equips | Millor ciclista en la classificació individual |
| --------- | ------------------------ | ---------------------------------------------- |
| 2005      | 7è                       | Kai Reus (17è)                                 |
| 2006      | 4t                       | Robert Gesink (13è)                            |
| 2007      | 1r                       | Martijn Maaskant (3r)                          |
| 2008      | 9è                       | Lars Boom (16è)                                |
| 2009      | 11è                      | Tejay van Garderen (40è)                       |
| 2010      | 18è                      | Coen Vermeltfoort (71è)                        |
| 2011      | 11è                      | Jetse Bol (41è)                                |
| 2012      | 15è                      | Wesley Kreder (55è)                            |
| 2013      | 10è                      | Dylan van Baarle (12è)                         |
| 2014      | 12è                      | Bert-Jan Lindeman (10è)                        |
| 2015      | 32è                      | Sam Oomen (32è)                                |
| 2016      | 37è                      | Jeroen Meijers (198è)                          |

UCI Oceania Tour
| Temporada | Classificació per equips | Millor ciclista en la classificació individual |
| --------- | ------------------------ | ---------------------------------------------- |
| 2005      | 2n                       | William Walker (2n)                            |
| 2006      | 31è                      | Huub Duyn (96è)                                |